# Российский театр
Российский театр — публичный театр в Москве.

## История
В 1766 году в Москве открыта антреприза, театр в котором руководитель собирает актёров для участия в спектакле, под названием Российский театр, его возглавил полковник Н. С. Титов. Российский театр занимал помещение Головинского Оперного дома, которое вручила Титову императрица Екатерина II. 1 марта 1769 года Титов отказался от управления театром.
В июле того же года руководство перешло к Дж. Бельмонти и Дж. Чинти. Они взяли в аренду дом графа Р. И. Воронцова на Знаменке, который стал новым помещением для театра. Театр назывался Знаменский театр. В 1771 году Бельмонти умер от чумы, а Чинти после этого никто не видел.
Новым владельцем Российского театра стал князь П. В. Урусов. В августе 1776 года князь взял в своё товарищество английского инженера Майкла Меддокса, который вместе с Урусовым стал содержать антрепризу. В феврале 1780 года Знаменский театр сильно пострадал от пожара, поэтому Урусов отказался от руководства антрепризы.
Впоследствии, Майкл Меддокс на основе антрепризы основал Петровский театр.